# Philippe Laudenbach
Philippe Laudenbach (født 31. januar 1936 i Bourg-la-Reine, Frankrig, død 22. april 2024) var en fransk skuespiller. Han medvirkede i mere end hundrede film siden sin debut i 1963. 

## Udvalgt filmografi
| År   | Titel                                     | Rolle | Noter |
| ---- | ----------------------------------------- | ----- | ----- |
| 2011 | Declaration of War                        |       |       |
| 2010 | Of Gods and Men                           |       |       |
| 2009 | Leaving                                   |       |       |
| 2004 | Cash Truck                                |       |       |
| 2002 | Maléfique                                 |       |       |
| 2001 | Tanguy                                    |       |       |
| 2001 | God Is Great and I'm Not                  |       |       |
| 1998 | Le Radeau de la Méduse                    |       |       |
| 1992 | The Sentinel                              |       |       |
| 1988 | Quelques jours avec moi                   |       |       |
| 1987 | Four Adventures of Reinette and Mirabelle |       |       |
| 1984 | Viva la vie                               |       |       |
| 1984 | Notre histoire                            |       |       |
| 1983 | Confidentially Yours                      |       |       |
| 1980 | Mon oncle d'Amérique                      |       |       |
| 1963 | Muriel                                    |       |       |

| År   | Titel  | Rolle  | Noter |
| ---- | ------ | ------ | ----- |
| 2011 | Braquo | Lucien |       |